# Hamza Feghouli
Pour les articles homonymes, voir Feghouli.
Hamza Feghouli est un acteur algérien né en 1938 à Tiaret et mort le 28 mars 2025 à Blida. Il est notamment connu pour son rôle de Mama Messaouda.

## Biographie
Hamza Feghouli est connu pour son rôle de la mère attentionnée « Mama Massouda » dans le duo de comédie éducative qui l'a réuni avec l'artiste Raouf Igache, connu sous le nom de « Hadidwan », dans les années 1970 et 1980.
Hamza Feghouli est également connu pour son rôle de « Quwaider Al-Zadam », un rôle comique qu'il a joué dans le film Le taxi caché (1989) du réalisateur Ben Omar Bakhti. Il a également participé à d'autres œuvres cinématographiques, telles que L'Honneur de la tribu (1993) de Mahmoud Zemmouri, et Morituri (2007) d'Okacha Touita, entre autres.
À la télévision, Hamza Feghouli apparaît dans plusieurs œuvres, notamment les séries Kid Al-Zaman, Dar El Djirane, et les séries Boudhou et Café de Mimoun.
Hamza Feghouli est décédé le 28 mars 2025 à l'âge de 86 ans après une lutte contre la maladie.

## Filmographie

### Théâtre
- 1990 : Mama Messaouda

### Cinéma
- 1981 : Hold up à Mascara d'Ahmed Benkamla[3]
- 1989 : Hassan Niya : Mama Messaouda
- 1989 : Le Clandestin de Benamar Bakhti : Quidam El Zaddam
- 1993 : L'Honneur de la tribu de Mahmoud Zemmouri : Moulay, le boucher
- 2006 : Beur blanc rouge de Mahmoud Zemmouri : Hadj Omar
- 2007 : Morituri d'Okacha Touita

### Télévision
- 2012 : Café de Mimoun, épisode 17 : youghourta
- 2012 : Dar El Djirane : Hamza
- 2013 à 2016 : Boudhou : Hamza
- 2015 : Rayeh Djey (un seul épisode)
- 2019 : Kaid Ezzamane